# 신신도 (제빵 회사)
신신도(일본어: 進々堂, 영어: Shinshindo,Ltd.)는 일본의 제빵회사이다. 교토시를 중심으로 베이커리, 레스토랑 사업을 운영하고 있다.